# 水本香里
水本 香里（みずもと かおり、1967年3月15日 - ）は、日本のフリーアナウンサー。

## 来歴・人物
北海道釧路市出身。血液型B型。本名同じ。釧路市立大楽毛中学校、北海道釧路湖陵高等学校、北海道女子短期大学（現・北翔大学短期大学部）卒業後、NHK釧路放送局「FMリクエストアワー」他でアシスタントとして1年間、後にHBC釧路放送局で契約パーソナリティとして2年間の勤務を経て、1990年12月にFM北海道（AIR-G'）入社。2005年にFM北海道を退社後、2006年1月1日よりフリーとして活動を開始する。現在は東京の芸能事務所・マーキュリングに登録。
- 趣味：旅行（イタリア・フランスなど）、ワイン、食べ歩き
- 特技：よく飲む（ワイン・日本酒、ウイスキー何でも）。
- 一言：「前に進む!」
- モットー：「楽しく生きよう!」
- おいしいものがあると聞くと海外でも自ら赴いて「試食」をする。

## 出演

### 現在の担当番組
いずれもAIR-G'の番組である。
- 「"M"Blend」[土曜21:00-21:30]
- 「prima Vita」[金曜12:55〜13:00]
- 道新ヘッドラインニュース（随時、主に木曜午後、金曜日中）

### 過去の担当番組
いずれもAIR-G'の番組である。
- 「ワンダフル・ペット」（2004年4月終了）
- 「70%オレンジ」（第3回 ホクレン夢大賞 農業応援部門 優秀賞）
- 「デパ・ナビ」（2004年11月終了）
- 「M's garden」[月-金曜5:00-6:00]（担当終了）
- 「今夜もメロメロ!」[金曜]（出演終了）
- 「FMスカイステーション」
- 「Morning Kiss」[土曜7:00-11:55]（2007年3月終了）
- 「ナチュラル気分!」[月-木曜13:40-13:45／金曜13:30-13:35／土曜11:20〜11:30]
- 「Up to date」[土曜10:30-13:30]
- 「Feelin' Groovy 〜cafe@roadside〜」[土曜7:00-7:30]

### 自動放送アナウンス
- JR北海道
  - キハ150形気動車 (函館エリア)
  - H100形気動車
  - 737系電車
- 札幌市交通事業振興公社
  - 札幌市電

## 書籍
- 「札幌上等なディナー」（2006年5月、メイツ出版）
- 「北海道共和国のオキテ100カ条」（佐藤のりゆきと共同監修、2013年12月、メイツ出版）